# LETOV
LETOV (akronim za LEtalska TOVarna) je bila letalska tovarna, ustanovljena v Ljubljani, v kateri so izdelovali jadralna letala in enomotorna športna letala, predvsem po naročilih slovenskih aeroklubov. 

## Zgodovina
Zasluge za preboj pri ustanovitvi nove letalske tovarne v Ljubljani je imel Branko Ivanuš, kasnejši predsednik Letalske zveze Slovenije (1951) in podpredsednik Mednarodne letalske zveze (1954). 
Pod vodstvom znanega pilota Franca Šušteršiča, po poklicu izučenega mizarja, je tovarna začela delovati spomladi 1946, v prostorih nekdanje mizarske delavnice Malenšek, na Celovški cesti v Ljubljani. V prvem letu je v tovarni delalo 21 delavcev, med njimi tudi vojni ujetniki - izučeni mizarji. Ko je začela uradno delovati pod imenom »Delavnica glavnega odbora Ljudske tehnike«, je imela že tri oddelke, strojno mizarsko delavnico, kovinsko ključavničarstvo in montažo. Kasneje so organizirali tapetniško in galvanizacijsko delavnico. 
Med leti 1946 in 1957 je tovarno vodil Franc Šošterič, v tem obdobju je zaradi vse večjih naročil postala premajhna, vendar so ji, kljub prostorski stiski, uspeli dograditi zgolj montažno dvorano. 
Profesor Anton Kuhelj je postal uradni tehnični sodelavec tovarne v letu 1947, bil je tudi konstruktor prvih novih letal, ki so jih izdelali v tovarni. Kasneje so izdelovali tudi letala drugih konstruktorjev, ki so se združevali v Konstrukcijskem biroju. 

### INLES in LIBIS
Leta 1954 so se na pobudo Branka Ivanuša pričeli postopki organizacijskega preoblikovanja Letova v enoten letalski inštitut, pod okvirom Letalske zveze Slovenije, ki je nastal z združitvijo tovarne Letov s Konstrukcijskim birojem in je dobil ime INLES (INštitut za LEtalstvo Slovenije). Znotraj inštituta so bili organizirani oddelek za konstrukcije in raziskave, oddelek za prototipsko izdelavo jadralnih in motornih letal, ter oddelek za proizvodnjo pomožnih naprav v letalstvu. 
Po smrti Branka Ivanuša leta 1956 so INLES ponovno poimenovali, tokrat v LIBIS (Letalski Inštitut Branka Ivanuša Slovenije). Konstrukcijski biro v njem je predstavljal Oddelek za konstrukcije in raziskave, ki ga je vodil Marjan Slanovec. Ob prehodu iz šestdesetih v sedemdeseta leta preteklega stoletja je letalska proizvodnja v Sloveniji zaradi pomanjkanja naročil vse bolj pešala, državnih subvencij pa ni bilo. Tudi nekateri že do proizvodnje pripravljeni projekti za nova letala iz Beograda niso bili odobreni in finančno pokriti, zato je LIBIS kljub smelim in inovativnim projektom izgubil notranji trg in je moral opustiti proizvodnjo letal, kar je hkrati pomenilo konec tedanje letalske proizvodnje v Sloveniji.
V poslednjem obdobju delovanja je edini preostali namenski kupec Jugoslovanska ljudska armada zaposlenim ponudil zgolj dela na elektrotehničnem področju, pri razvoju in proizvodnji električnih generatorjev za radijske postaje in polnjenje akumulatorjev, vendar ta preusmeritev ni zadoščala, zato se je bil LIBIS leta 1975 prisiljen združiti s tovarno PAP - Podjetje za avtomatizacijo prometa n. sol. o.

## Proizvodnja
Prvo večje naročilo je bila revizija in dograditev šestih jadralnih letal tipa Salamander (ki so jih maja 1945 odkrili v Zagrebu), tem je sledilo naročilo serije 25-ih jadralnih letal tipa Vrabec, za katerega je načrte naredil mariborski konstruktor Ivan Šošterič.
S strani Letalske zveze Jugoslavije je tovarna leta 1952 pridobila naročilo za izdelavo letala, primernega za šolanje motornih pilotov, za turizem, pa tudi za vleko jadralnih letal. Na podlagi tega razpisa je nastalo motorno letalo LK-1 po načrtih konstruktorja Antona Kuhlja.
Leta 1956 je bilo v LIBIS-u zaposlenih 83 delavcev, ki so v desetih letih izdelali čez 200 jadralnih letal, med njimi šolskih, prehodnih in visokozmožnih, pa tudi nad 12 športnih motornih letal različnih tipov. LIBIS je letala v glavnem gradil za potrebe športnega letalstva, po naročilih aeroklubov, ki pa so plačevali neredno, na obroke, del denarja je k nakupom prispevala Letalska zveza Slovenije, nekaj pa Letalska zveza Jugoslavije.
Tovarna sama ni mogla kreditirati potrebnih sredstev za nabavo materialov in nemoteno proizvodnjo, zato je vodstvo iskalo rešitve na drugih področjih, na primer z ustanovitvijo kovinarskega obrata, za proizvodnjo drugih izdelkov. Velik udarec letalski proizvodnji je bil požar marca 1962, v katerem naj bi zgorelo 17 jadralnih letal, dve letali KB-11 in dve prototipni leteči ploščadi KBL-15.
Skupno so v Letovu / Libisu v letih aktivne proizvodnje izdelali okoli 300 letal, večino po načrtih slovenskih konstruktorjev, mnoga od njih pa so po inovativnosti in tehničnih rešitvah sodila v sam vrh razvoja na področju športnega letalstva.

### Realizirana letala
|     | fotografija/skica        | tip letala               | vrsta letala         | vodja projekta                | prvi let      | število izdelanih |     |
| --- | ------------------------ | ------------------------ | -------------------- | ----------------------------- | ------------- | ----------------- | --- |
| 1.  |                          | S-1                      | jadralno, brezrepo   | Aleš Strojnik                 | 1945          | 1                 | 1   |
| 2.  |                          | KB-1 Triglav (Karavan)   | jadralno             | Jaroslav Koser, Stojan Hrovat | 12.10.1948    | 14                | 14  |
| 3.  |                          | KB-2 Udarnik (Hudournik) | jadralno             | Dušan Cener, Marjan Slanovec  | 29.10.1949    | 1                 | 1   |
| 4.  | KB-3 Jadran              | KB-4 Jadran              | jadralno, amfibijsko | Jaroslav Koser                | 1949          | 6                 | 6   |
| 5.  |                          | KB-5 Triglav III         | jadralno             | Jaroslav Koser                | 1949          | 1                 | 1   |
| 6.  |                          | Orel I                   | jadralno             | Cijan, Obad, Mazovec          | 1949          | 2                 | 2   |
| 7.  | LIBIS KB-6 Matajur       | KB-6 Matajur             | motorno              | Dušan Cener                   | 2.6.1952      | 8                 | 8   |
| 8.  |                          | KB-9 Eksperimental       | jadralno             | Marjan Slanovec               | 1952          | 1                 | 1   |
| 9.  |                          | Orel I/II                | jadralno             |                               |               | 2                 | 2   |
| 10. |                          | Orel IIc                 | jadralno             | Cijan, Obad, Mazovec          | 1945          | 2                 | 2   |
| 11. |                          | LK-1/LK-2                | motorno              | Anton Kuhelj                  | 1955          | 1/2               | 1/2 |
| 12. |                          | LETOV 21                 | jadralno             | Adrijan Kisovec               | 1956          | 1                 | 1   |
| 13. |                          | LETOV 22                 | jadralno, dvosedo    | Adrijan Kisovec               | 1956          | 17                | 17  |
| 14. |                          | KBI-14 Mačka             | jadralno, akrobatsko | Ilić                          | 1959          | 1                 | 1   |
| 15. | Skica LIBIS KB-11 Branko | KB-11 Branko             | motorno              | Stane Grčar                   | 1959          | 4                 | 4   |
| 16. |                          | LIBIS 17                 | jadralno             | Marjan Slanovec               | 1961          | 28                | 28  |
| 17. |                          | LIBIS 18                 | jadralno             | Marjan Slanovec               | 1964          | 1                 | 1   |
| 18. |                          | LIBIS 180                | motorno              | Marjan Slanovec               | november 1964 | 11                | 11  |